# Claudia Pavlovich
Claudia Artemiza Pavlovich Arellano (Magdalena de Kino, Sonora; 17 de junio de 1969) es una abogada y política mexicana. Fue gobernadora de Sonora entre 2015 y 2021, convirtiéndose en la primera mujer en ocupar este cargo.

## Biografía

### Primeros años y familia
Nacida en Magdalena de Kino, Sonora, es hija de Alicia Arellano Tapia y de Miguel Pavlovich Sugich. Su familia paterna es de ascendencia serbia. Egresada de la Facultad de Derecho por la Universidad de Sonora. Está casada con Sergio Torres Ibarra, con quien tiene tres hijas: Claudia, Ana y Gabriela.

## Carrera política
Entre 2000 y 2003 se desempeñó como regidora del Ayuntamiento de Hermosillo. Entre 2006 y 2009 fue diputada local en la LVIII Legislatura por el distrito XIV (Noreste Hermosillo), además de ser senadora por Sonora de 2012 a 2015 en la LXII Legislatura.
Durante su carrera política ha estado inmersa en diversos escándalos; uno de ellos sería el incendio de la Guardería ABC, en donde en su calidad de diputada local, abogó por los propietarios de la guardería y su honorabilidad.

## Elecciones a la gubernatura de Sonora

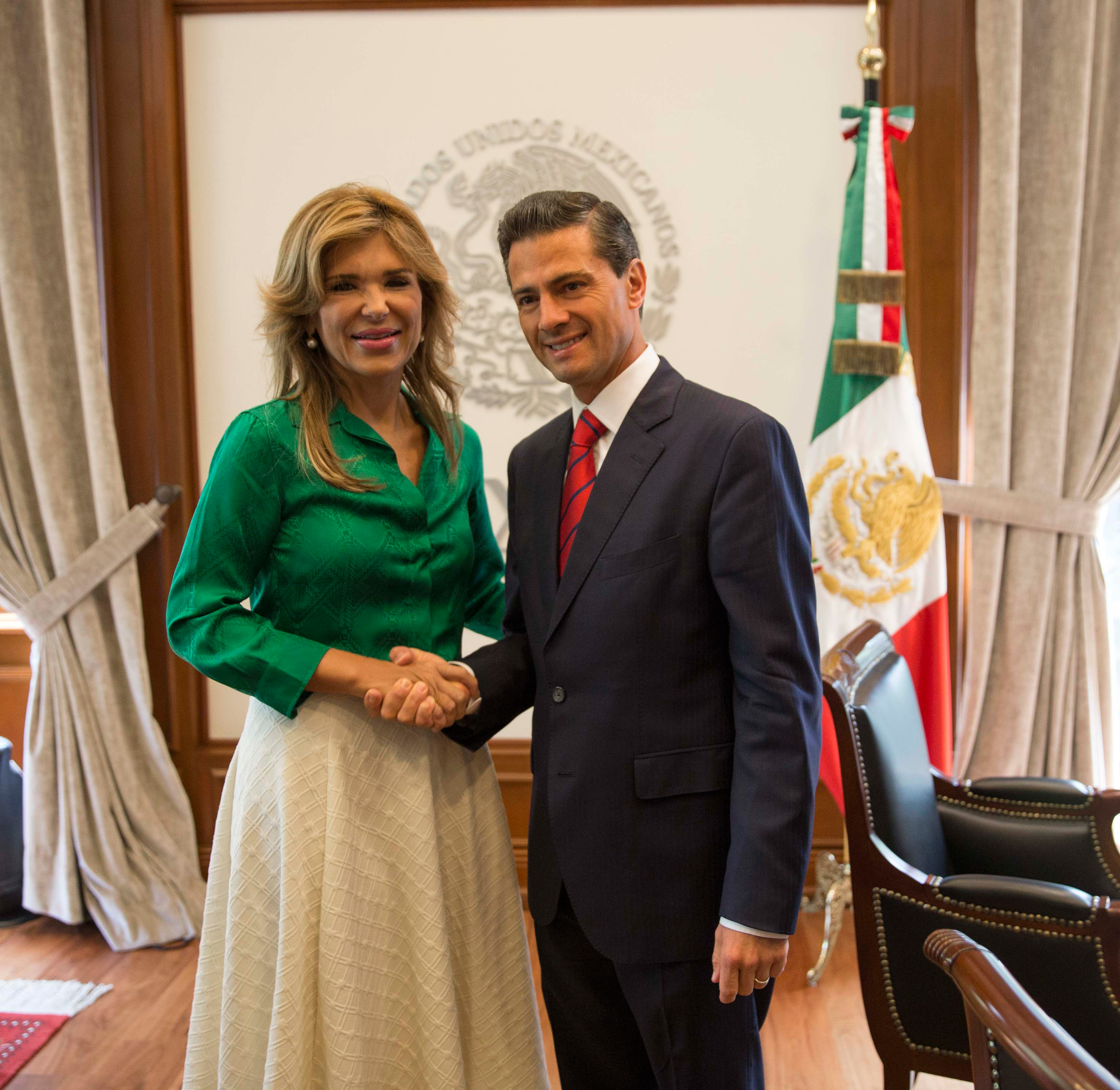
Pavlovich en una reunión con Enrique Peña Nieto, agosto de 2015, tras ser elegida gobernadora.

El 16 de febrero de 2015 el PRI ratificó a Pavlovich como candidata del partido a la gubernatura de Sonora, en una convención de Delegados donde la secretaria del CEN del PRI, Ivonne Ortega Pacheco, le tomó protesta. La candidatura fue avalada con la constancia de mayoría expedida por la Comisión de Procesos Internos del CDE del PRI, a manos de Ricardo García Sánchez, ante el coordinador de la Fracción Parlamentaria del PRI en el Congreso de la Unión, Manlio Fabio Beltrones.
Finalmente, en las elecciones de junio de 2015 obtuvo 486 944 votos, 47.58 % del total, con los que se convirtió en la candidata más votada y, por ende, en la gobernadora del estado, la primera mujer que ha desempeñado este cargo.

## Gobernadora de Sonora
El 13 de septiembre de 2015, rindió protesta ante el Congreso del Estado de Sonora como gobernadora del estado. Cargo que desempeñó hasta el 12 de septiembre de 2021.

### Controversia en su gobierno

#### Escuchas y conflictos
En la campaña previa a las elecciones se filtraron unas escuchas en las que se podía oír a Pavlovich pidiendo favores a cambio de dinero a empresarios de Sonora por gestiones realizadas. Durante la polémica campaña fue señalada por «uso indebido de funciones, conflicto de interés y tráfico de influencias».

### 2018
El 8 de agosto del 2018 el Congreso avaló una reforma solicitada por la gobernadora conocida como la Ley Veto, la cual le da facultad de vetar las decisiones del poder legislativo. Dicha reforma fue rechazada por la oposición política, quienes señalaron que era un golpe autoritario del Ejecutivo estatal. Diputados electos del partido opositor a Pavlovich señalaron que la siguiente legislatura buscarían promover una controversia constitucional contra la ley y un juicio político hacia la gobernadora.

## Diplomática en España
El 17 de enero de 2022 fue nombrada Cónsul de México en Barcelona.